# الایدسیگنال
الایدسیگنال (انگلیسی: AlliedSignal) شرکت الکترونیک آمریکایی است، که در سال ۱۹۸۵ تأسیس شد.